# Geri Halliwell
Geri Halliwell, Geri Horner, właśc. Geraldine Estelle Horner z domu Halliwell (ur. 6 sierpnia 1972 w Watford) – brytyjska piosenkarka popowa, autorka piosenek i książek dla dzieci, aktorka, modelka, osobowość telewizyjna. Założycielka zespołu muzycznego Spice Girls, w którym występowała pod pseudonimem Ginger Spice.

## Życiorys
Jej matka jest Hiszpanką, a ojciec pochodzi ze Szwecji. Ma dwóch braci i dwie siostry. Studiowała literaturę angielską i finanse.
W 1996 została jedną z założycielek i wokalistek girls bandu Spice Girls, z którym wydała dwa albumy studyjne: Spice i Spiceworld (1996), oraz wylansowała przebój „Wannabe”, którego była współautorką. Odeszła z zespołu pod koniec maja 1998 w trakcie światowej trasy koncertowej Spice World Tour. W 2007 wróciła do składu, występując pod pseudonimem Ginger Spice, jednak niedługo po reaktywacji zespół ponownie się rozpadł. 26 czerwca 2012 ponownie pojawiała się z pozostałymi wokalistkami, promując musical Viva Forever, którego libretto inspirowane było twórczością girls bandu. W 2012 zespół wystąpił podczas ceremonii zakończenia Letnich Igrzysk Olimpijskich w Londynie 2012.
Od 1999 wydała trzy solowe albumy studyjne: Schizophonic (1999), Scream If You Wanna Go Faster (2001) i Passion (2005). Jest ambasadorką dobrej woli UNESCO, pracuje też dla ośrodka opieki nad chorymi na raka piersi, zostając mianowaną honorową patronką placówki. Jest również ambasadorką charytatywnej Fundacji Księcia Karola i regularnie udziela się w imprezach organizowanych przez fundację. Od kwietnia 2008 zajmowała się pisarstwem, napisała bajkę dla dzieci pt. Ugenia Lavender, która częściowo jest aluzją do Victorii Beckham, jednej z wokalistek Spice Girls. Wydała dwie płyty DVD z treningami: Geri Yoga i Geri Body Yoga. Od grudnia 2010 projektuje i promuje kostiumy dla firmy Next. W lutym 2012 wydała linię kostiumów Next z motywem graficznym Union Jack.

### Życie prywatne
14 maja 2006 w związku z Sachą Gervasim urodziła córkę Bluebell Madonnę. Od 2009 była w związku z arystokratą, Henrym Beckwithem. Na przełomie 2010 i 2011 para się zaręczyła. Od 2014 związana jest z Christianem Hornerem, z którym 15 maja 2015 wzięła ślub w kościele św. Marii, w Woburn. 21 stycznia 2017 urodziła syna, który otrzymał imiona Montague George Hector.
Przeszła na chrześcijaństwo poprzez Kurs Alfa w Kościele anglikańskim. Wcześniej identyfikowała się jako agnostyczka.

## Dyskografia

### Solowa
Albumy
| Rok                            | Tytuł                                                                                     | Pozycja na liście | Pozycja na liście | Pozycja na liście | Pozycja na liście | Pozycja na liście | Pozycja na liście | Pozycja na liście | Pozycja na liście | Pozycja na liście | Pozycja na liście | Sprzedaż                                                      | Certyfikat                                               |
| Rok                            | Tytuł                                                                                     | UK                | AUS               | CAN               | FRA               | GER               | IRE               | ITA               | NL                | NZ                | SWI               | Sprzedaż                                                      | Certyfikat                                               |
| ------------------------------ | ----------------------------------------------------------------------------------------- | ----------------- | ----------------- | ----------------- | ----------------- | ----------------- | ----------------- | ----------------- | ----------------- | ----------------- | ----------------- | ------------------------------------------------------------- | -------------------------------------------------------- |
| 1999                           | Schizophonic - Data: 7 czerwca 1999 - Wydawca:: EMI - Format: CD, CS                      | 4                 | 22                | 15                | 50                | 52                | 63                | 17                | 85                | 19                | 31                | - Świat: 4,500,000 - UK: 600,000 - CAN: 250,000 - US: 500,000 | - UK: 2× platyna - AUS: złoto - CAN: platyna - US: złoto |
| 2001                           | Scream If You Wanna Go Faster - Data: 14 maja 2001 - Wydawca: EMI - Format: CD, CS        | 5                 | 55                | 43                | 133               | 29                | 15                | 15                | –                 | –                 | 22                | - Świat: 1 500 000 - UK: 200 000                              | - UK: złoto                                              |
| 2005                           | Passion - Data: 5 czerwca 2005 - Wydawca: Innocent Records - Format: CD, digital download | 41                | –                 | 127               | –                 | –                 | –                 | 49                | –                 | –                 | –                 |                                                               |                                                          |
| „–” pozycja nie była notowana. |                                                                                           |                   |                   |                   |                   |                   |                   |                   |                   |                   |                   |                                                               |                                                          |

Single
| Rok                                            | Tytuł                           | Pozycja na liście | Pozycja na liście | Pozycja na liście | Pozycja na liście | Pozycja na liście | Pozycja na liście | Pozycja na liście | Pozycja na liście | Pozycja na liście | Pozycja na liście | Certyfikat   | Album                         |
| Rok                                            | Tytuł                           | UK                | AUS               | BEL               | FRA               | GER               | IRE               | ITA               | NL                | NZ                | SWI               | Certyfikat   | Album                         |
| ---------------------------------------------- | ------------------------------- | ----------------- | ----------------- | ----------------- | ----------------- | ----------------- | ----------------- | ----------------- | ----------------- | ----------------- | ----------------- | ------------ | ----------------------------- |
| 1999                                           | „Look at Me”                    | 2                 | 3                 | 32                | 27                | 22                | 3                 | 5                 | 26                | 1                 | 15                | - UK: złoto  | Schizophonic                  |
| 1999                                           | „Mi Chico Latino”               | 1                 | 4                 | 25                | 40                | 28                | 9                 | 5                 | 27                | –                 | 26                | - UK: srebro | Schizophonic                  |
| 1999                                           | „Lift Me Up”                    | 1                 | 74                | –                 | –                 | 77                | 15                | –                 | 71                | 23                | –                 | - UK: srebro | Schizophonic                  |
| 2000                                           | „Bag It Up”                     | 1                 | –                 | –                 | –                 | 79                | 6                 | 13                | 62                | 18                | 66                | - UK: srebro | Schizophonic                  |
| 2001                                           | „It's Raining Men”              | 1                 | 4                 | 1                 | 1                 | 5                 | 1                 | 1                 | 3                 | 15                | 4                 | - UK: złoto  | Scream If You Wanna Go Faster |
| 2001                                           | „Scream If You Wanna Go Faster” | 8                 | 40                | 18                | –                 | 67                | 17                | 13                | 66                | –                 | 62                |              | Scream If You Wanna Go Faster |
| 2001                                           | „Calling”                       | 7                 | –                 | 3                 | –                 | 48                | 37                | –                 | –                 | –                 | 21                |              | Scream If You Wanna Go Faster |
| 2001                                           | „Au Nom De L’Amour”             | –                 | –                 | –                 | 22                | –                 | –                 | –                 | –                 | –                 | –                 |              | Scream If You Wanna Go Faster |
| 2004                                           | „Ride It”                       | 4                 | 63                | 3                 | –                 | 73                | 19                | –                 | –                 | –                 | 63                |              | Passion                       |
| 2005                                           | „Desire”                        | 22                | 78                | 9                 | –                 | 97                | 38                | 19                | –                 | –                 | –                 |              | Passion                       |
| 2013                                           | „Half of Me”                    | –                 | –                 | –                 | –                 | –                 | –                 | –                 | –                 | –                 | –                 |              | –                             |
| 2016                                           | „Love And Light”                | –                 | –                 | –                 | –                 | –                 | –                 | –                 | –                 | –                 | –                 |              | –                             |
| 2017                                           | „Angels In Chains”              | –                 | –                 | –                 | –                 | –                 | –                 | –                 | –                 | –                 | –                 |              | –                             |
| „–” brak danych lub pozycja nie była notowana. |                                 |                   |                   |                   |                   |                   |                   |                   |                   |                   |                   |              |                               |